# Zabolotiv
Zabolotiv (in ucraino Заболотів?; in polacco Zabłotów; in russo Заболотов?, Zabolotov) è un insediamento rurale (3914 abitanti) nel distretto di Kolomyja nell'oblast' di Ivano-Frankivs'k. Ospita l'amministrazione della comunità territoriale di Zabolotiv, una delle comunità territoriali dell'Ucraina
Fino al 18 luglio 2020 Zabolotiv faceva parte del distretto di Snjatin, abolito come parte della riforma amministrativa dell'Ucraina, che ha ridotto a sei il numero dei distretti dell'oblast' di Ivano-Frankivs'k. L'area del distretto di Snjatin è stata fusa nel distretto di Kolomyia.
Fino al 26 gennaio 2024 Zabolotiv era classificata come insediamento di tipo urbano. Da tale data è entrata in vigore una nuova legge che ha abolito questo status e Zabolotiv è stata riclassificata come insediamento rurale.